# 시계접시

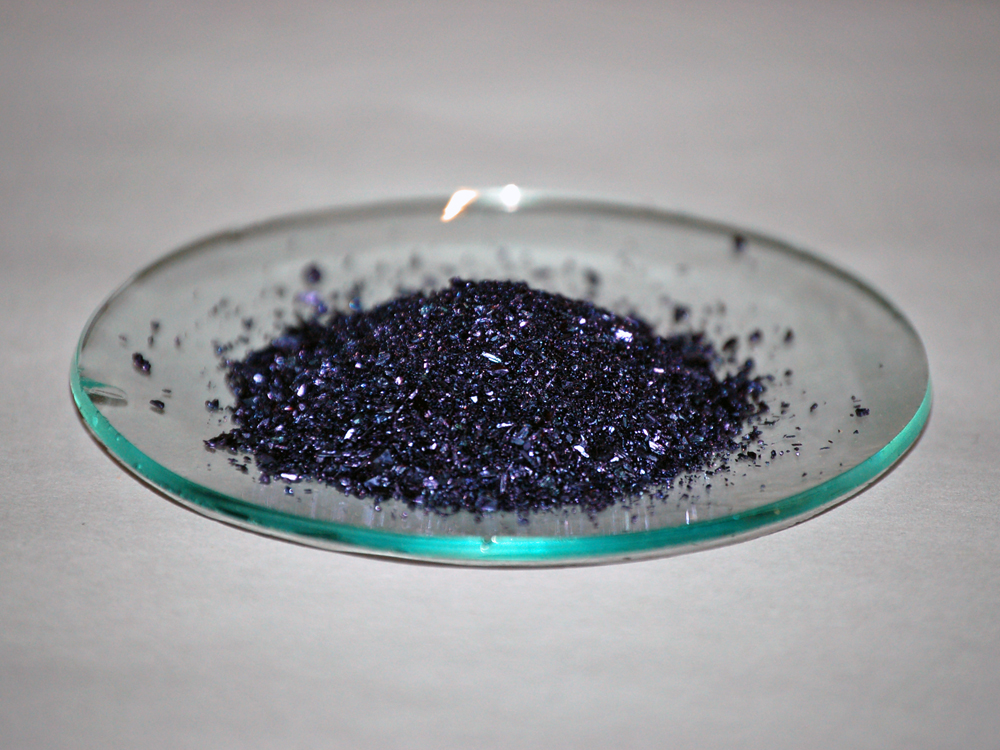

시계접시(時計접시, watch glass)는 렌즈 모양의 그릇이다. 크기는 다양하지만 보통은 성인 남자의 주먹보다 약간 크다. 모양은 모두 넓적하며 안쪽이 오목한 형태를 취하고 있다.

## 용도
용도는 크게 세 가지로 분류된다. 하나는 증발용이다. 이는 모양의 특징상 액체를 넓게 퍼트릴 수 있어 증발이 용이하기 때문이다. 다만 증발접시라는 증발 전용 실험 기구가 있기 때문에 실제 증발용으로는 많이 사용되지 않는다. 두 번째 용도는 뚜껑이다. 뚜껑이 따로 제공되지 않는 비커나 샬레에 먼지나 이물질이 들어가지 않게 막는 용도로 쓰인다. 완전밀폐가 아니므로 공기 출입은 가능하다. 따라서 이걸로 비커를 덮어도 미세먼지가 들어갈 수 있다. 마지막으로 물질을 잠시 올려두는 용도로도 쓰일 수 있다. 가루 형태의 고체 물질은 비커에 담아두기엔 비커가 너무 크고 그렇다고 종이에 담기엔 종이가 너무 연약해서 쏟아버릴 수 있기 때문에 대신 시계접시에 담아두는 것이다. 그 밖에 배양용 그릇으로도 쓸 수 있다.

## 기타
이 실험 기구가 watch glass라고 불린 이유가 회중시계(pocket watch)와 비슷해서 그렇다고 한다. 따라서 외국에서는 큰 시계접시를 clock glass라고도 한다.

## 같이 보기
- 유리기구